# Joseph Ceesay
Joseph Ceesay (ur. 3 czerwca 1998 w Sztokholmie) – szwedzki piłkarz pochodzenia ghańskiego występujący na pozycji skrzydłowego w klubie  Cesena FC.

## Kariera klubowa

### Djurgårdens IF
1 stycznia 2014 dołączył do akademii Djurgårdens IF.

### IK Frej
17 lipca 2017 udał się na roczne wypożyczenie do drużyny IK Frej. Zadebiutował 23 lipca 2017 w meczu Superettan przeciwko Dalkurd FF (0:3). Pierwszą bramkę zdobył 9 września 2017 w meczu ligowym przeciwko Åtvidabergs FF (1:0).

### IK Brage
14 sierpnia 2018 został wysłany na wypożyczenie do klubu IK Brage. Zadebiutował 20 sierpnia 2018 w meczu Superettan przeciwko Gefle IF (0:2). Pierwszą bramkę zdobył 19 września 2018 w meczu ligowym przeciwko Helsingborgs IF (4:1).

### Dalkurd FF
28 stycznia 2019 udał się na wypożyczenie do zespołu Dalkurd FF. Zadebiutował 31 marca 2019 w meczu Superettan przeciwko Östers IF (0:0). Pierwszą bramkę zdobył 21 kwietnia 2019 w meczu ligowym przeciwko Mjällby AIF (2:1).

### Helsingborgs IF
1 stycznia 2020 przeszedł do drużyny Helsingborgs IF. Zadebiutował 15 czerwca 2020 w meczu Allsvenskan przeciwko Varbergs BoIS (0:3).

### Lechia Gdańsk
14 stycznia 2021 podpisał kontrakt z polskim klubem Lechia Gdańsk. Zadebiutował 30 stycznia 2021 w meczu Ekstraklasy przeciwko Jagiellonii Białystok (0:2). Pierwszą bramkę zdobył 9 lutego 2021 w meczu Pucharu Polski przeciwko Puszczy Niepołomice (3:1). Pierwszą bramkę w lidze zdobył 30 kwietnia 2021 w meczu przeciwko Wiśle Płock (1:3).

## Kariera reprezentacyjna

### Szwecja U-19
W 2017 roku otrzymał powołanie do reprezentacji Szwecji U-19. Zadebiutował 8 lipca 2017 w meczu fazy grupowej Mistrzostw Europy U-19 2017 przeciwko reprezentacji Portugalii U-19.

### Szwecja U-21
W 2020 roku otrzymał powołanie do reprezentacji Szwecji U-21.

## Statystyki

### Klubowe
(aktualne na dzień 9 sierpnia 2021)
| Klub               | Sezon              | Liga               | Liga  | Liga   | Puchar kraju | Puchar kraju | Suma  | Suma   |
| Klub               | Sezon              | Liga               | Mecze | Bramki | Mecze        | Bramki       | Mecze | Bramki |
| ------------------ | ------------------ | ------------------ | ----- | ------ | ------------ | ------------ | ----- | ------ |
| IK Frej (wyp.)     | 2017               | Superettan         | 12    | 1      | 0            | 0            | 12    | 1      |
| IK Frej (wyp.)     | 2018               | Superettan         | 9     | 0      | 3            | 0            | 12    | 0      |
| IK Frej (wyp.)     | Ogólnie            | Ogólnie            | 21    | 1      | 3            | 0            | 24    | 1      |
| IK Brage (wyp.)    | 2018               | Superettan         | 10    | 2      | 0            | 0            | 10    | 2      |
| IK Brage (wyp.)    | Ogólnie            | Ogólnie            | 10    | 2      | 0            | 0            | 10    | 2      |
| Dalkurd FF (wyp.)  | 2019               | Superettan         | 26    | 6      | 0            | 0            | 26    | 6      |
| Dalkurd FF (wyp.)  | Ogólnie            | Ogólnie            | 26    | 6      | 0            | 0            | 26    | 6      |
| Helsingborgs IF    | 2020               | Allsvenskan        | 19    | 0      | 1            | 0            | 20    | 0      |
| Helsingborgs IF    | Ogólnie            | Ogólnie            | 19    | 0      | 1            | 0            | 20    | 0      |
| Lechia Gdańsk      | 2020/21            | Ekstraklasa        | 11    | 1      | 1            | 1            | 12    | 2      |
| Lechia Gdańsk      | 2021/22            | Ekstraklasa        | 3     | 0      | 0            | 0            | 3     | 0      |
| Lechia Gdańsk      | Ogólnie            | Ogólnie            | 14    | 1      | 1            | 1            | 15    | 2      |
| Ogólnie w karierze | Ogólnie w karierze | Ogólnie w karierze | 90    | 10     | 5            | 1            | 95    | 11     |

### Reprezentacyjne
| Reprezentacja | Rok     | Mecze | Bramki |
| ------------- | ------- | ----- | ------ |
| Szwecja U-18  |         |       |        |
| 2016          | 2       | 0     |        |
| Ogólnie       | Ogólnie | 2     | 0      |
| Szwecja U-19  |         |       |        |
| 2017          | 1       | 0     |        |
| Ogólnie       | Ogólnie | 1     | 0      |

| Mecze i gole w reprezentacji | Mecze i gole w reprezentacji | Mecze i gole w reprezentacji | Mecze i gole w reprezentacji | Mecze i gole w reprezentacji | Mecze i gole w reprezentacji | Mecze i gole w reprezentacji | Mecze i gole w reprezentacji |
| Szwecja U-18                 | Szwecja U-18                 | Szwecja U-18                 | Szwecja U-18                 | Szwecja U-18                 | Szwecja U-18                 | Szwecja U-18                 | Szwecja U-18                 |
| Lp.                          | Data                         | Miejsce                      | Gospodarz                    | Gość                         | Wynik                        | Gol                          | Rozgrywki                    |
| ---------------------------- | ---------------------------- | ---------------------------- | ---------------------------- | ---------------------------- | ---------------------------- | ---------------------------- | ---------------------------- |
| 1.                           | 31.05.2016                   | Skutskär                     | Szwecja U-18                 | Węgry U-18                   | 0:0                          |                              | Mecz towarzyski              |
| 2.                           | 04.06.2016                   | Hofors                       | Szwecja U-18                 | Irlandia U-18                | 4:1                          |                              | Mecz towarzyski              |
| Szwecja U-19                 |                              |                              |                              |                              |                              |                              |                              |
| Lp.                          | Data                         | Miejsce                      | Gospodarz                    | Gość                         | Wynik                        | Gol                          | Rozgrywki                    |
| 1.                           | 08.07.2017                   | Gori                         | Portugalia U-19              | Szwecja U-19                 | 2:2                          |                              | ME U-19 2017                 |